# Museo Paleontológico de Elche
El museo paleontológico de Elche (Alicante, España) presenta un recorrido por la evolución de la vida en la Tierra, a través de la exposición de hallazgos provenientes de diversos yacimientos.
El museo, gestionado por la Fundación Cidaris, está incluido en la Red de Museos de la Comunidad Valenciana. El museo edita la revista Cidaris.

## Contenido
En este museo se recrea el gabinete de estudio de Pedro Ibarra Ruiz, arqueólogo, archivero y bibliotecario de principios del siglo XX, pionero investigador de la arqueología y paleontología en la ciudad. 
En otras salas se expone de forma cronológica una muestra de las etapas en las que se ha dividido la Prehistoria con exhibición de fósiles y réplicas de cráneos humanos.
El museo cuenta con una sala de exposiciones temporales así como de una colección de minerales.

## Información útil
- Horario

- Martes a sábado: de 10:00 a 14:00 y de 15:00 a 18:00 h.
- Domingos y festivos de 10:00 a 14:00 h.
- Lunes cerrado.

- Tarifas:

- Adultos 2 €
- Estudiantes, grupos, jubilados o miembros de familia numerosa 1 €
- Niños menores de 6 años y discapacitados Gratuito

Se pueden solicitar visitas guiadas y talleres específicos para grupos a partir de 15 personas.